# Francisco de Vera-Villavicencio
Francisco de Vera-Villavicencio, né à Jerez (Andalousie) et mort le 4 juillet 1616 à Madrid, est un homme d'Église espagnol, religieux de l'Ordre de Notre-Dame-de-la-Merci, évêque de Madaure puis évêque d'Elne.

## Biographie
Francisco de Vera-Villavicencio est ordonné prêtre en 1577. Le 4 juillet 1603, il est nommé évêque auxiliaire de Séville et évêque de Madaure. Le 25 mars 1613, il est nommé évêque d'Elne, fonction qu'il conserve jusqu'à sa mort.
Après avoir prêté serment le 27 juillet, Francisco de Vera entre solennellement à Perpignan le 1er août 1613 pour prendre possession de son siège d'évêque d'Elne. Les relations sont très vite conflictuelles avec l'ensemble des communautés locales, aussi bien religieuses que civiles, agacées par son caractère orgueilleux et austère. Après que le nouvel évêque ait excommunié un nombre important de personnes, la situation se dégrade et tourne plusieurs fois à l'affrontement, plusieurs chanoines allant jusqu'à détruire le nouveau fauteuil de l'évêque à la hache et blesser ce dernier avec un poignard, et même à l'intrigue après plusieurs épisodes impliquant l'archevêque de Tarragone, qui avait donné son pardon aux chanoines rebelles, désavouant ainsi l'évêque,. 
Le 11 avril 1615 Francisco de Vera accueille avec les honneurs le cardinal François de Joyeuse en route pour l'Espagne. Peu après, Francisco de Vera part lui aussi de Perpignan le 1er juin 1615 pour Madrid, où il meurt en juillet de l'année suivante. 

## Fonctions
- 1603-1613 : évêque de Madaure ;
- 1613-1616 : évêque d'Elne.